# Hydrolagus alberti
Hydrolagus alberti är en broskfiskart som beskrevs av Bigelow och Schroeder 1951. Hydrolagus alberti ingår i släktet Hydrolagus och familjen havsmusfiskar. IUCN kategoriserar arten globalt som otillräckligt studerad. Inga underarter finns listade i Catalogue of Life.
Arten förekommer i Mexikanska golfen och kanske längre söderut i Karibiska havet. Den vistas vanligen i djupa vatten 350 till 1000 meter under havsytan.
Hydrolagus alberti blir med stjärtfenans utskott upp till 96 cm lång. Honor lägger ägg.

## Bildgalleri

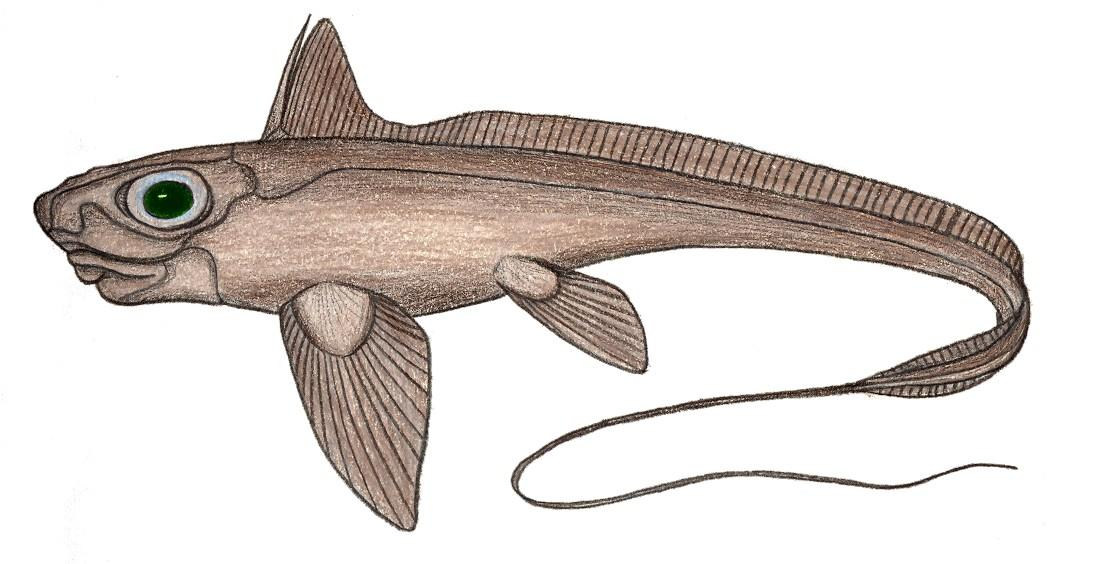